# Panteão da Dinastia de Bragança
O Panteão da Dinastia de Bragança (também conhecido como Panteão dos Braganças), situado no interior do Mosteiro de São Vicente de Fora em Lisboa, é o lugar onde se encontram sepultados os restos mortais de muitos dos reis, príncipes e infantes da quarta e última dinastia real portuguesa, a Dinastia de Bragança.

## História

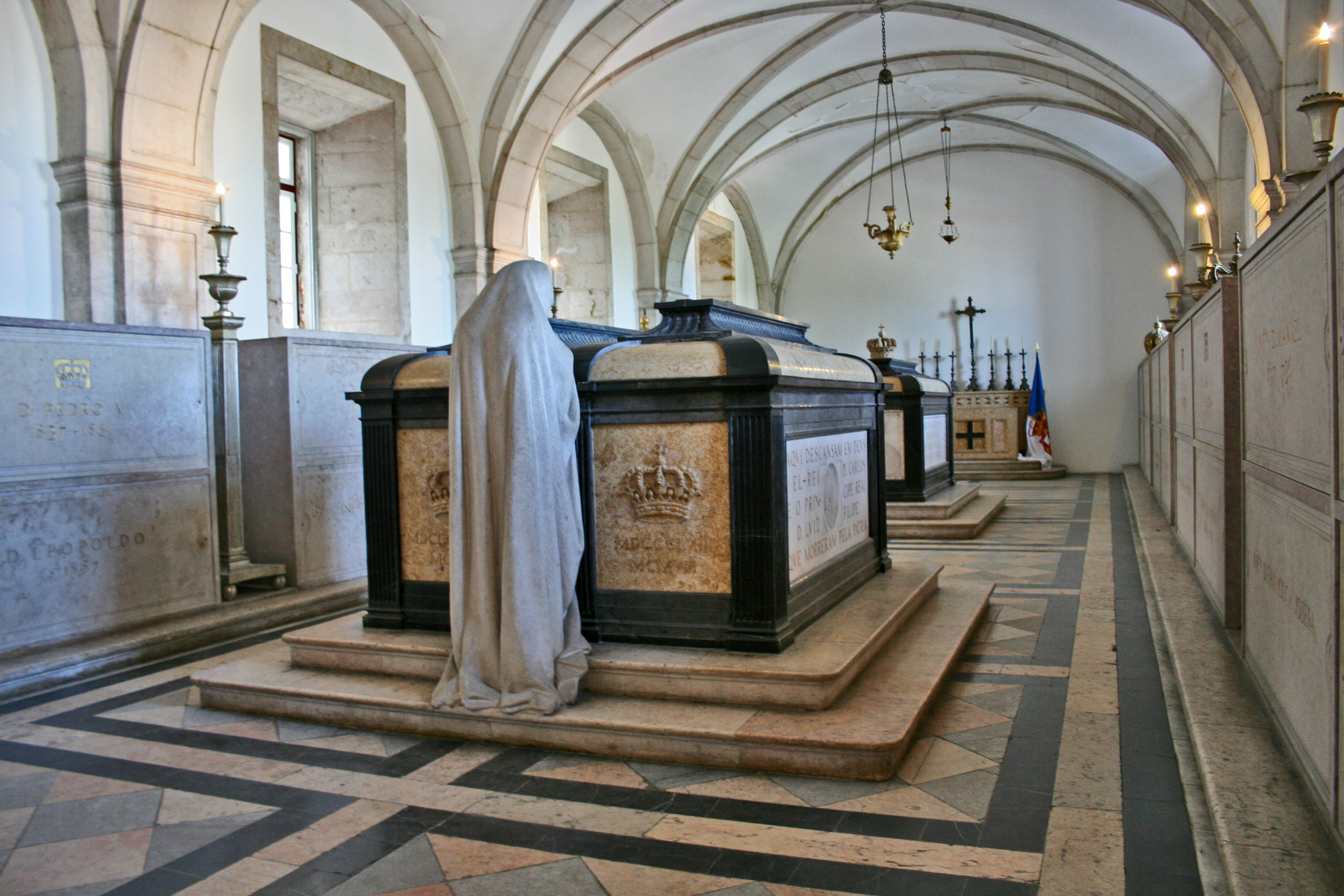
Vista geral do interior do Panteão.

A soberania da Dinastia de Bragança no reino de Portugal (existente de facto até 1910) e no império colonial português, foi iniciada pelo rei D. João IV de Portugal e tendo como seu último rei D. Manuel II, por via do golpe e proclamação da República Portuguesa, decorrida a 5 de Outubro de 1910.

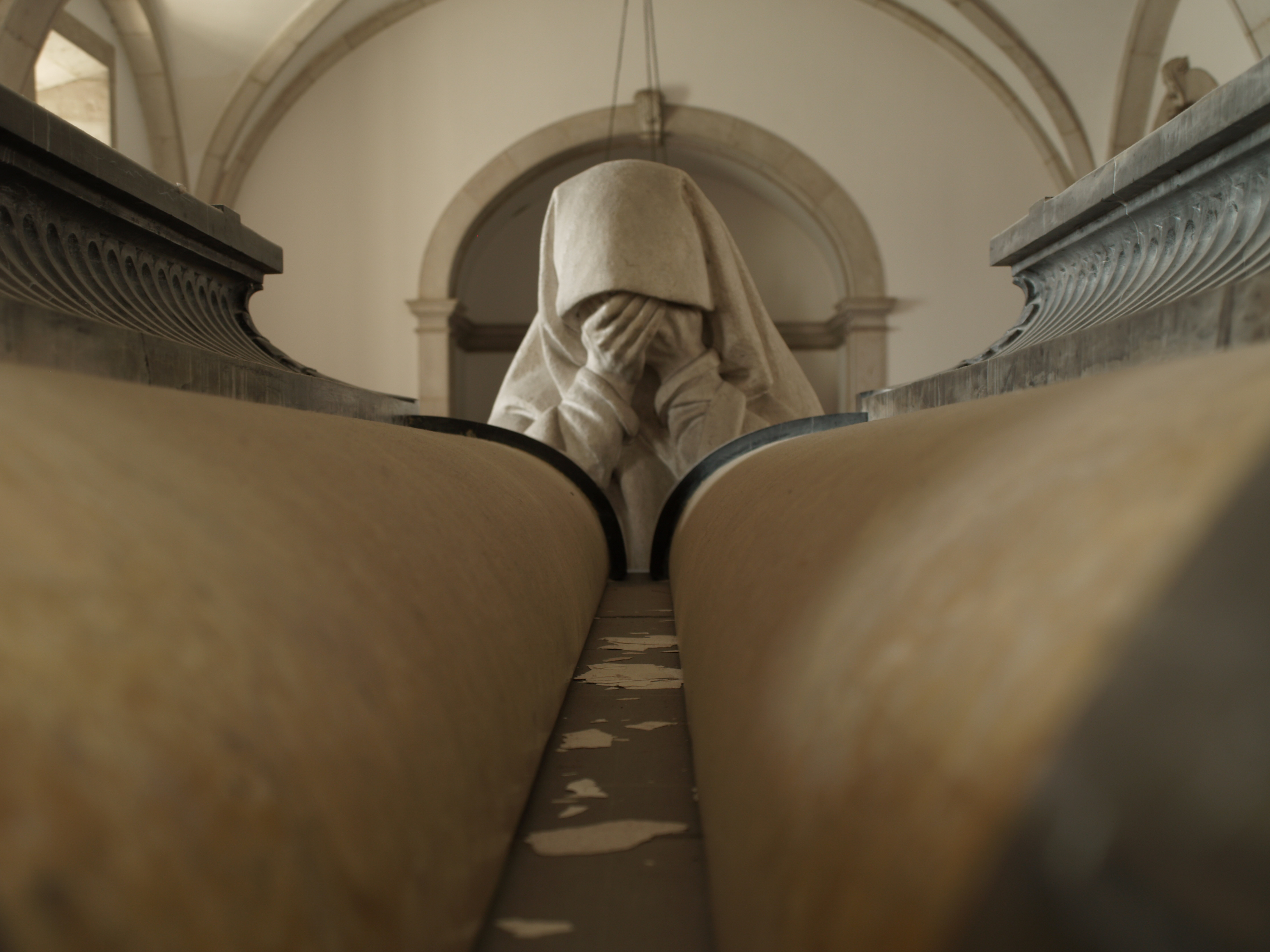
Pormenor dos túmulos do rei D. Carlos I e do príncipe D. Luís Filipe de Bragança.

O Panteão Real da Dinastia de Bragança situa-se hoje no antigo refeitório do mosteiro da Igreja de São Vicente de Fora e é composto, na sua maioria, por túmulos sob a forma de gavetões feitos em mármore e situados junto das paredes laterais da grande sala que ocupam: os túmulos dos reis portugueses estão ornados com coroas na parte superior e os nomes e títulos dos seus ocupantes estão gravados em letras douradas na parte frontal. Destacam-se, todavia, os túmulos do rei D. João IV, porque fundou a Dinastia de Bragança, e os túmulos do rei D. Manuel II, de seu irmão, o príncipe real D. Luís Filipe de Bragança, de sua mãe, a rainha D. Amelia de Orleães, e de seu pai, o rei D. Carlos I, por se tratarem da última família reinante da dinastia.
O Panteão Real da Dinastia de Bragança está aberto a visitas, incluídas no roteiro do Mosteiro de São Vicente de Fora.
Alguns membros mais relevantes da Dinastia de Bragança que não se encontram nele sepultados são: 
- D. Maria I (1734-1816), que se encontra sepultada na Basílica da Estrela, mandada erguer pela própria;
- D. Pedro IV (1798-1834), rei de Portugal e imperador do Brasil sob o nome de D. Pedro I, que foi trasladado do Panteão da Dinastia de Bragança para a Cripta Imperial do Monumento do Ipiranga, na cidade de São Paulo, no Brasil, e cujo coração se encontra na capela-mor da Igreja da Lapa, na cidade do Porto;
- D. Amélia de Leuchtenberg (1812-1873), trasladada para o Monumento do Ipiranga, na cidade de São Paulo, no Brasil;
- D. Maria Amélia de Bragança (1831-1853), Princesa do Brasil e filha de D. Pedro IV, trasladada para o Convento de Santo António, no Rio de Janeiro, Brasil;
- D. Maria Leopoldina da Áustria (1797-1826), falecida no Rio de Janeiro e sepultada no Monumento do Ipiranga, na cidade de São Paulo, no Brasil;
- D. Maria Pia de Saboia (1847-1911), que ainda jaz no Panteão dos Saboias, na Basílica de Superga em Turim, na região de Piemonte, em Itália.

Outros membros da dinastia, nomeadamente Infantas de Portugal, que casaram com membros da realeza europeia, encontram-se sepultadas nos países em cuja corte passaram a residir e não no Panteão da sua Casa de nascimento. São D. Maria Bárbara de Bragança, Rainha de Espanha (1711-1758); D. Maria Teresa de Bragança (1793-1874); D. Maria Isabel de Bragança, Rainha de Espanha (1797-1818); D. Maria Francisca de Assis de Bragança (1800-1834); D. Ana de Jesus de Bragança (1806-1857); D. Mariana Vitória de Bragança (1768-1788); D. Januária de Bragança (1822-1901); D. Francisca Carolina de Bragança (1824-1898); D. Maria Ana de Bragança (1843-1884); D. Antónia de Bragança (1845-1913) e também D. Paula Mariana de Bragança (1823-1833); D. João Carlos, Príncipe da Beira (1821-1822) e D. Miguel de Bragança, Príncipe da Beira (1820), filhos de D. Pedro IV que faleceram no Brasil. Há ainda a ausência de todos os nove filhos de D. Miguel I, que viveram no exílio.
Também foram sepultados no Panteão os restos mortais dos Imperadores do Brasil D. Pedro II e D. Teresa Cristina. As suas urnas aí repousaram enquanto durou o banimento imposto pelo governo republicano do Brasil, revogado em 1920. No ano seguinte, as urnas contendo os despojos dos soberanos brasileiros foram removidas e conduzidas até o couraçado São Paulo, que os conduziu até o Rio de Janeiro, onde foram sepultados no Mausoléu Imperial, sito à Catedral de São Pedro de Alcântara, em Petrópolis, no Rio de Janeiro.
De 1953 a 2003, abrigou a urna de Carlos II da Roménia (1893-1953), que vivia exilado no Estoril, e de 1977 a 2003, a sua terceira esposa Magda Lupescu (1895-1977), até serem trasladados em cerimónia solene para a Catedral de Curtea de Argeș, na cidade do mesmo nome.
O arranjo actual do Panteão Real da Dinastia de Bragança data de 1933, quando também se ergueu junto aos túmulos de D. Carlos I e de seu filho D. Luís Filipe de Bragança uma estátua de uma mulher simbolizando a pátria a chorar pelos seus mártires, sendo que ambos foram assassinados no atentado republicano (o Regicídio) de 1 de Fevereiro de 1908.
No interior do Panteão Real encontram-se também sepultados, enquanto honra excepcional outorgada por especial ordem régia, os Marechais Duque de Saldanha e Duque da Terceira, eminentes militares e primeiros-ministros portugueses do século XIX, e ainda a esposa do Duque da Terceira, D. Maria Ana Luísa Filomena de Mendonça (1808-1866).
Há ainda a presença, no Panteão, de vários Infantes de Portugal, que faleceram muito prematuramente, e que, reduzida a sua importância na história da dinastia, se encontra pouca documentação existente sobre eles, no entanto, lista-se a inumação de: Quatro filhos natimortos de D. José I e D. Mariana Vitória, nomeadamente um rapaz em 1739, e três raparigas, duas em 1742, uma em 1744. / D. João de Bragança (1762), D. João Francisco de Paula de Bragança (1763), D. Maria Clementina de Bragança (1774-1776) e D. Maria Isabel de Bragança (1776-1777), filhos de D. Maria I e D. Pedro III. / D. Maria de Bragança (1840), D. Leopoldo de Bragança (1849), D. Maria da Glória de Bragança (1851) e D. Eugénio de Bragança (1853), todos falecidos no dia em que nasceram, filhos de D. Maria II e D. Fernando II. / D. Miguel de Bragança (1866), filho natimorto de D. Luís I e D. Maria Pia. / D. Maria Ana de Bragança (1888), falecida no dia em que nasceu, filha de D. Carlos I e D. Maria Amélia.
Outros dois túmulos, sitos numa ala anexa ao Panteão, a Capela de Nossa Senhora da Encarnação, albergam os resto mortais de dois filhos ilegítimos de D. João V, conhecidos como Meninos de Palhavã, nomeadamente D. José de Bragança (1720-1801), Inquisidor-Mor, filho de Madre Paula de Odivelas, e D. António de Bragança (1714-1800), filho de Luísa Inês Monteiro, em túmulos mandados erigir por D. João VI.

## Túmulos no Panteão da Dinastia de Bragança

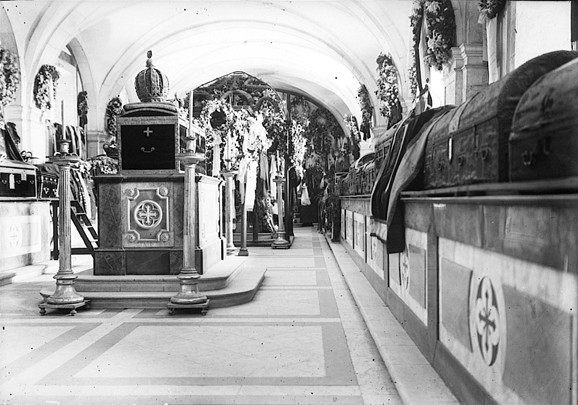
O interior do Panteão, em fotografia tirada no período da implantação da República Portuguesa.

- D. João IV de Portugal (1604-1656)
- D. Luísa de Gusmão (1613-1666)
- D. Afonso VI de Portugal (1643-1683)
- D. Maria Francisca de Saboia (1646-1683)
- D. Pedro II de Portugal (1648-1706)
- D. Maria Sofia Isabel de Neuburgo (1666-1699)
- D. João V de Portugal (1689-1750)
- D. Maria Ana de Áustria (1683-1754)
- D. José I de Portugal (1714-1777)
- D. Mariana Vitória de Bourbon (1718-1781)
- D. Pedro III de Portugal (1717-1786)
- D. João VI de Portugal (1767-1826)
- D. Carlota Joaquina de Bourbon (1775-1830)
- D. Maria II de Portugal (1819-1853)
- D. Augusto de Beauharnais (1810-1835)
- D. Fernando II de Portugal (1816-1885)
- D. Miguel I de Portugal (1802-1866)
- D. Adelaide de Löwenstein-Wertheim-Rosenberg (1831-1909)
- D. Pedro V de Portugal (1837-1861)
- D. Estefânia de Hohenzollern-Sigmaringen (1837-1859)
- D. Luís I de Portugal (1838-1889)
- D. Carlos I de Portugal (1863-1908)
- D. Amélia de Orleães (1865-1951)
- D. Luís Filipe de Bragança (1887-1908)
- D. Manuel II de Portugal (1889-1932)
- Marechal Duque de Saldanha (1790-1876)
- Marechal Duque da Terceira (1792-1860)

## Outros túmulos

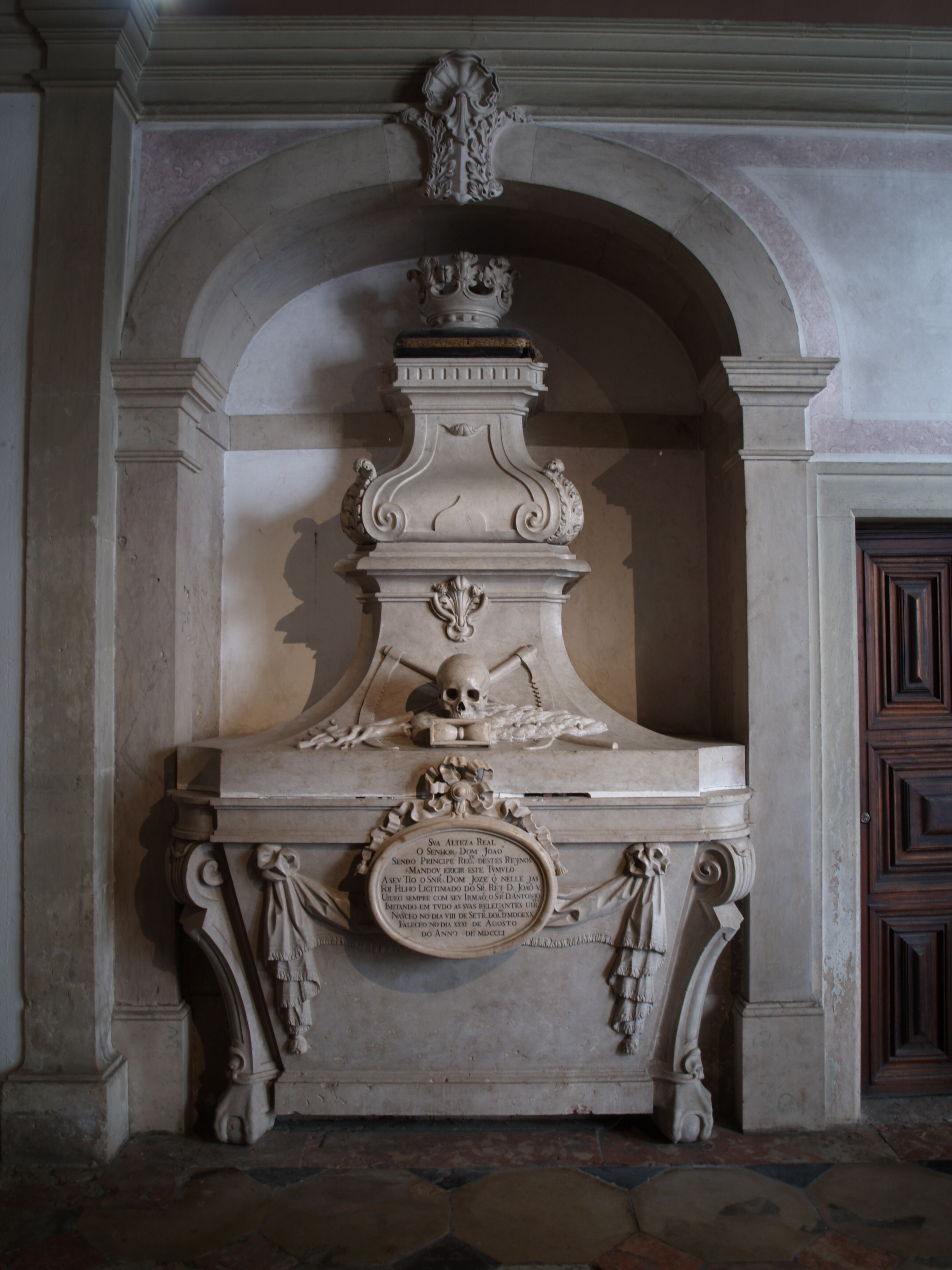
Túmulo de D. José de Bragança (1720-1801), filho legitimado de D. João V, situado na Igreja de São Vicente de Fora, no exterior do Panteão.

- D. Teodósio de Bragança, Príncipe do Brasil (1634-1653)
- D. Ana de Bragança (1635)
- D. Joana de Bragança, Princesa da Beira (1636-1653)
- D. Catarina de Bragança (1638-1705)
- D. Isabel Luísa de Bragança, Princesa da Beira (1669-1690)
- D. João de Bragança, Príncipe do Brasil (1688)
- D. Francisco de Bragança, Duque de Beja (1691-1742)
- D. António Francisco de Bragança (1695-1757)
- D. Manuel de Bragança, Conde de Ourém (1697-1766)
- D. Carlos de Bragança (1716-1736)
- D. Teresa de Bragança (1696-1704)
- D. Francisca Josefa de Bragança (1699-1736)
- D. Pedro, Príncipe do Brasil (1712-1714)
- D. Alexandre Francisco de Bragança (1723-1728)
- D. Maria Ana Francisca de Bragança (1736-1813)
- D. Maria Francisca Doroteia de Bragança (1739-1771)
- D. Maria Francisca Benedita de Bragança, Princesa do Brasil (1746-1829)
- D. José de Bragança, Príncipe do Brasil (1761-1788)
- D. Francisco António, Príncipe da Beira (1795-1801)
- D. Isabel Maria de Bragança, regente de Portugal (1801-1876)
- D. Maria da Assunção de Bragança (1805-1834)
- D. João de Bragança, Duque de Beja (1842-1861)
- D. Fernando Maria Luís de Bragança (1846-1861)
- D. Augusto de Bragança, Duque de Coimbra (1847-1889)
- D. Afonso de Bragança, Duque do Porto (1865-1920)

## Exumados
- D. Pedro IV (1798-1834), trasladado em 1972 para a Cripta Imperial do Ipiranga do Monumento à Independência do Brasil;
- D. Amélia de Leuchtenberg (1812-1873), trasladada em 1982 para a Cripta Imperial do Ipiranga do Monumento à Independência do Brasil;
- D. Maria Amélia de Bragança (1831-1853), trasladada em 1982 para o Mausoléu do Convento de Santo António;
- D. Pedro II do Brasil (1825-1891), trasladado em 1921 para o Mausoléu Imperial;
- D. Teresa Cristina das Duas Sicílias (1822-1889), trasladada em 1921 para o Mausoléu Imperial;
- Carlos II da Roménia (1893-1953) e Magda Lupescu (1895-1977), trasladados em 2003 para a Catedral de Curtea de Argeș.[2]